# Bibliografie Johna Fowlese
Na rozdíl od hlavního článku jsou zde jmenovány i práce, které dosud nebyly přeloženy do češtiny, překlad titulu je pak uveden tučně v lomené závorce /Takto/. Zejména u nepřeložených knih se stává, že je k nim odkazováno pod českými různými jmény, bibliografie se snaží zaznamenat všechny známé.
- Sběratel (The Collector, 1963)
  - Sběratel, Odeon, Praha 1988, přeložila Eliška Hornátová; doslov napsal Martin Hilský
  - Sběratel, Volvox Globator, Praha 2004, přeložila Eliška Hornátová
  - Sběratel (audiokniha), OneHotBook, Praha 2015
- Aristos (The Aristos, 1964)
  - Aristos, Kniha Zlín, Zlín 2007, přeložil Petr Fantys
- Mág (The Magus, 1965, rev. 1977)
  - Mág, Volvox Globator, Praha 1999, podle revidovaného vydání přeložil Josef Línek
  - Mág, Kniha Zlín, Zlín 2014, přeložil Josef Línek
- Francouzova milenka (The French Lieutenant's Woman, 1969)
  - Francouzova milenka, Mladá fronta, Praha 1976, přeložila Hana Žantovská; doslov napsal Martin Hilský; ilustrace Karel Teissig
  - Francouzova milenka, Mht, Praha 1995, přeložila Hana Žantovská
  - Francouzova milenka, Volvox Globator, Praha 2003, přeložila Hana Žantovská
- Poems by John Fowles (/Básně Johna Fowlese/, 1973)
- Věž z ebenu (The Ebony Tower, 1974)
  - Věž z ebenu, NLN – Nakladatelství Lidové noviny, Praha 1997, přeložili Hana Žantovská, Rudolf Chalupský a Martin Machovec; doslov Martin Machovec
- Shipwreck by John Fowles (/Ztroskotání od Johna Fowlese/, 1974)
- Daniel Martin (Daniel Martin, 1977)
  - Daniel Martin, Volvox Globator, Praha 2002, přeložil Rudolf Chalupský
- Islands (/Ostrovy/, 1978)
- Strom (The Tree, 1979)
  - Strom, Volvox Globator, Praha 2001, přeložil Rudolf Chalupský
- The Enigma of Stonehenge (/Záhada Stonehenge/, 1980)
- A short history of Lyme Regis (/Stručná historie Lyme Regis/, 1982)
- Mantisa (Mantissa, 1982)
  - Mantisa, Rybka, Praha 1999, přeložil Petr Fantys
- Larva (A Maggot, 1985)
  - Larva, Volvox Globator – Kniha, grafika, bibliofilie , Praha 2000, přeložil Jiří Hanuš
- Land (/Země/, spoluautor Fay Godwin, 1985)
- Lyme Regis Camera (1990)
- Wormholes - Essays and Occasional Writings (/Červí díry – eseje a příležitostné spisy/, 1998)
- The Journals - Volume 1 (/Deníky – svazek 1/, 2003)
- The Journals - Volume 2 (/Deníky – svazek 2/, 2006)